# Stazione di Pontedera-Casciana Terme

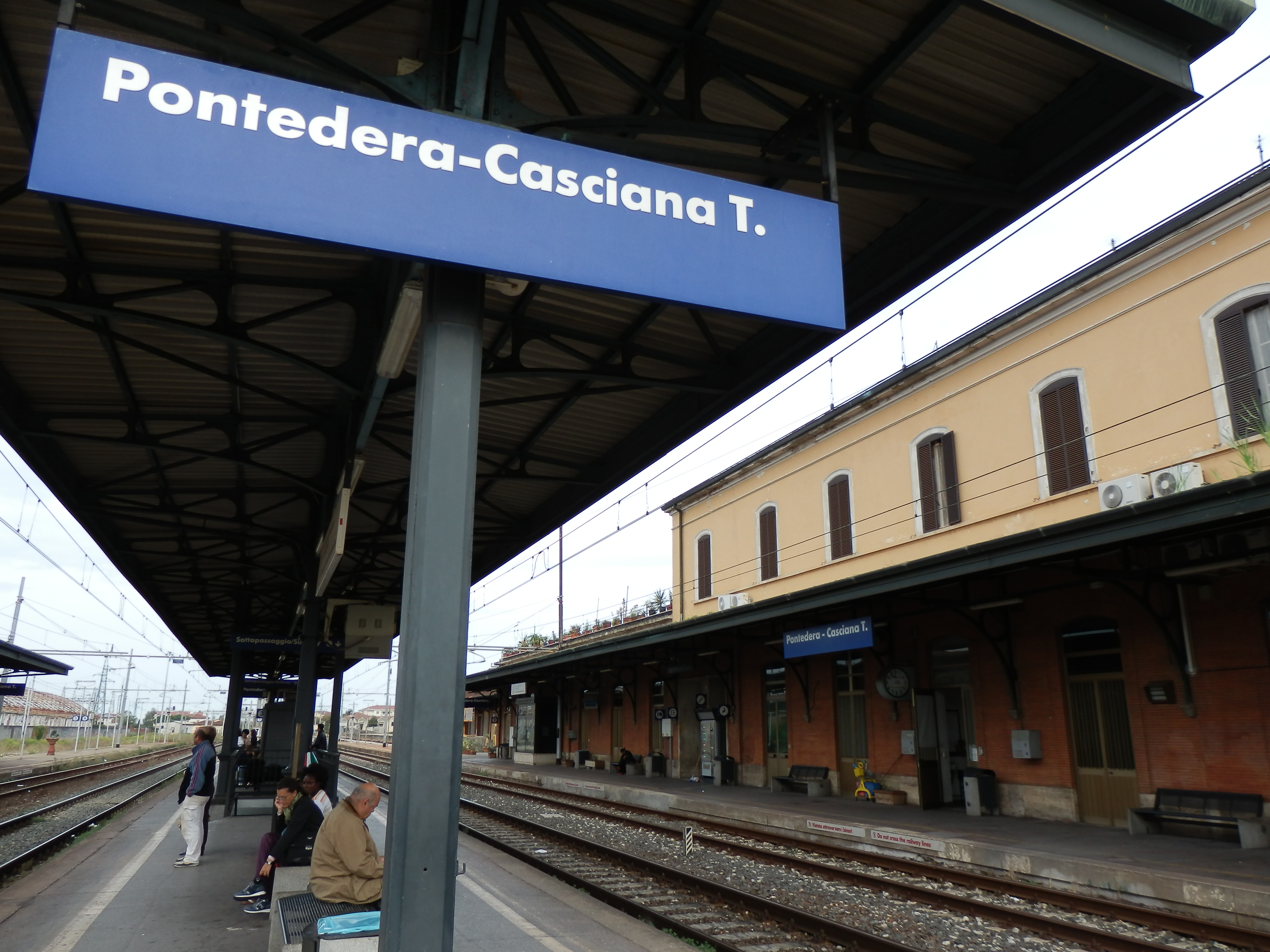
Veduta dei binari

La stazione di Pontedera-Casciana Terme è una stazione ferroviaria della provincia di Pisa, situata sulla ferrovia Leopolda.
La stazione è ubicata nel centro di Pontedera e il doppio nome è dovuto alla vicinanza dell'importante stabilimento termale di Casciana Terme, cittadina distante circa 16 chilometri.

## Storia
La prima stazione di Pontedera, situata presso l'attraversamento sul fiume Era, fu aperta al traffico nel 1846 sulla nuova ferrovia Leopolda.
L'attuale stazione fu attivata nel 1903 e successivamente ampliata nel 1928 in occasione della costruzione della ferrovia per Lucca, non riattivata dopo i danni della seconda guerra mondiale.
Fino al 1951 in un'area prossima rispetto all'impianto sorgeva la stazione della tranvia che, percorrendo l'asse della via Fiorentina, collegava Pontedera con Navacchio e Pisa.
Nel 2006 è stata fatta un'opera di rinnovamento totale del piazzale antistante la stazione, mentre nel 2018 è stato completato l'ammodernamento della stazione, con ascensori e innalzamento del marciapiede.

## Strutture e impianti

### Servizi
La stazione è dotata di un servizio di biglietteria sia automatica che di sportello per l'acquisto di titoli di viaggio e di servizi igienici, distributori automatici e ascensori su tutti i binari.

### Binari

#### Binario 1
Binario in deviata utilizzato come capolinea per treni locali nella relazione Pontedera-Pisa e per precedenze.

#### Binario 2
Binario in corretto tracciato utilizzato per treni da direzione Pisa in direzione Firenze e per treni in transito.

#### Binario 3
Binario in corretto tracciato utilizzato per treni da direzione Firenze in direzione Pisa e per treni in transito.

#### Binario 4
Binario in deviata utilizzato come capolinea per treni locali nella relazione Pontedera-Pisa e per precedenze.

#### Binario 5 e altri
La stazione disponeva anche del binario 5, che tuttavia è stato soppresso nel corso del 2022-2023.
Sul lato Pisa è presente uno scalo merci e due binari tronchi a scartamento ordinario, non elettrificati e non a servizio passeggeri posti di fianco al fabbricato viaggiatori, dove normalmente sostano rotabili di RFI.
Era inoltre presente lato sud un'importante serie di binari morti utilizzati in passato anche per le merci destinate agli stabilimenti Piaggio.

## Movimento
Notevole è il flusso passeggeri. Secondo la stesura del Piano strutturale intercomunale commissionato all’IRPET dall’Unione Valdera, ogni giorno il traffico passeggeri è di circa 10.000 persone.
Tutti i treni regionali e regionali veloci sostano nella stazione, data l'importanza dello scalo dovuta sia alla presenza in città degli stabilimenti Piaggio e di numerosi servizi che alla popolosità del comprensorio della Valdera, tra i cui centri principali si annoverano Ponsacco, Calcinaia, Capannoli e Peccioli.

## Materiale rotabile
La stazione è servita da treni regionali e regionali veloci, espletati principalmente con locomotive E.464 con carrozze Vivalto, oltre che con Carrozze MDVC/MDVE, con Elettrotreni ETR 521/621 e con elettrotreni ETR 324/425. I treni locali sono invece serviti con Automotrici ALe 642 ed Elettrotreni ETR 324/425.
Altro tipo di materiale rotabile sono ALn 663, ALn 668, ATR 220 e ALn 501/502 della relazione Siena-Empoli-Pisa ed ETR 103/104 della relazione Firenze-Pontremoli.
In passato erano molto diffuse anche le carrozze a piano ribassato, la maggior parte delle quali ormai demolite, mentre le rimanenti trasferite in Campania, Puglia e Lombardia, oltre che le Automotrici ALe 801/940 per l'espletamento dei servizi locali, oggi ritirate dal servizio da Trenitalia.

## Servizi
La stazione, classificato da RFI nella categoria "Silver", dispone di:
- Biglietteria a sportello
- Biglietteria automatica
- Sala d'attesa
- Servizi igienici.

Dal piazzale antistante la stazione partono le autolinee extraurbane gestite dalla società Autolinee Toscane che raggiungono la Città di Pisa, Volterra, Peccioli, Casciana Terme, Lari, Lucca, Ponsacco, Vicarello